# 共产主义工人党—争取和平与社会主义
共产主义工人党—争取和平与社会主义（芬蘭語：Kommunistinen Työväenpuolue – Rauhan ja Sosialismin puolesta）是芬兰的一个共产主义政党。该党成立于1988年，分裂自芬兰共产党（团结）。
由于未能在连续两次的议会选举中取得任何席位或者在全国范围内取得超过2%的选票，该政党在2019年芬兰议会选举后从注册政党名单中除名。